# 남애역
남애역(南涯驛)은 강원도 고성군에 위치한 금강산청년선의 역이다.

## 연혁
- 1932년 8월 11일: 개통[1]
- 1950년: 한국 전쟁으로 인해 폐쇄
- 1996년: 역사 재개업